# Scopula niobe
Scopula niobe är en fjärilsart som beskrevs av Fawcett 1916. Scopula niobe ingår i släktet Scopula och familjen mätare. Inga underarter finns listade.